# Halowe Mistrzostwa Świata w Łucznictwie 1999
5. Halowe Mistrzostwa Świata w Łucznictwie odbyły się w dniach 6 - 10 marca 1999 roku w Hawanie na Kubie.
Pierwszy w historii halowych mistrzostw medal dla Polski wywalczyła Agata Bulwa. Polka stanęła na najniższym stopniu podium w konkurencji łuków klasycznych.

## Reprezentacja Polski seniorów

### łuk klasyczny
- Agata Bulwa

## Medaliści

### Strzelanie z łuku klasycznego
| Konkurencja:           | Złoto:                                                              | Srebro:                                                     | Brąz:                                                         |
| indywidualnie kobiet   | Natalia Valeeva                                                     | Swietłana Bard                                              | Agata Bulwa                                                   |
| indywidualnie mężczyzn | Magnus Pettersson                                                   | Markian Iwaszko                                             | Chung Jae-hun                                                 |
| drużynowo kobiet       | Francja · Sylvie Pissis · Céline Lizzul · Alexandra Fouace          | Turcja · Natalia Nasardize · Elif Altinkaynak · Deniz Gunay | Ukraina · Tetiana Bereżna · Swietłana Bard · Ołena Sadownycha |
| drużynowo mężczyzn     | Australia · Simon Fairweather · Matthew Gray · Scott Hunter-Russell | Włochy · Michele Frangili · Matteo Bisiani · Ilario Di Buò  | Niemcy · Alexander Froese · Michael Frankenberg · Thilo Koch  |

### Strzelanie z łuku bloczkowego
| Konkurencja:           | Złoto:                                                             | Srebro:                                                           | Brąz:                                                         |
| indywidualnie kobiet   | Ashley Kamuf                                                       | Fabiola Panazzini                                                 | Claire Treneman                                               |
| indywidualnie mężczyzn | James Butts                                                        | Jonathan Mynott                                                   | Simon Tarplee                                                 |
| drużynowo kobiet       | Francja · Cathérine Pellen · Michèle Deloraine · Cathérine Debourg | Szwajcaria · Sylviane Lambelet · Rita Riedo · Karin Probst        | Stany Zjednoczone · Ashley Kamuf · Glenda Doran · Jahna Davis |
| drużynowo mężczyzn     | Stany Zjednoczone · James Butts · Mark Pennaz · Dee Wilde          | Wielka Brytania · Simon Tarplee · Michael Peart · Jonathan Mynott | Szwecja · Morgan Lundin · Peter Andersson · Björn Andersson   |

## Klasyfikacja medalowa
| Lp. | Państwo           | Złoto | Srebro | Brąz | Razem |
| 1.  | Stany Zjednoczone | 3     | 0      | 1    | 4     |
| 2.  | Francja           | 2     | 0      | 0    | 2     |
| 3.  | Szwecja           | 1     | 0      | 1    | 2     |
| 4.  | Australia         | 1     | 0      | 0    | 1     |
| 4.  | Mołdawia          | 1     | 0      | 0    | 1     |
| 6.  | Wielka Brytania   | 0     | 2      | 2    | 4     |
| 7.  | Włochy            | 0     | 2      | 0    | 2     |
| 8.  | Ukraina           | 0     | 2      | 1    | 3     |
| 9.  | Szwajcaria        | 0     | 1      | 0    | 1     |
| 9.  | Turcja            | 0     | 1      | 0    | 1     |
| 11. | Korea Południowa  | 0     | 0      | 1    | 1     |
| 11. | Niemcy            | 0     | 0      | 1    | 1     |
| 11. | Polska            | 0     | 0      | 1    | 1     |